# Пэйдяйяха
Пэйдяйяха (устар. «Пэйдяй-Яха») — река в России, протекает по Ямало-Ненецкому АО. Устье реки находится в 4 км по правому берегу реки Нючапэйдяйяха. Длина реки составляет 40 км. Гидроним восходит к лесн. нен. Пэ"дя"й дяха — «река большущего камня».

## Данные водного реестра
По данным государственного водного реестра России относится к Нижнеобскому бассейновому округу, водохозяйственный участок реки — Пур. Речной бассейн реки — Пур.
Код объекта в государственном водном реестре — 15040000112115300055899.